# ورندرپیلی
ورندرپیلی (به انگلیسی: Varandarappilly) یک زیستگاه انسانی در هند است که در Thrissur district واقع شده‌است.